# Хърватски лейбъристи - Партия на труда
Хърватски лейбъристи – Партия на труда (на хърватски: Hrvatski laburisti – Stranka rada) е лява социалистическа политическа партия в Хърватия.
Тя е основана през 2010 година от депутата от Хърватската народна партия – либерални демократи и бивш профсъюзен деятел Драгутин Лесар. На изборите през 2011 година партията е с лявопопулистка платформа, като печели 5% от гласовете и 6 места в парламента. През 2015 година е част от лявоцентристка коалиция, оглавявана от Социалдемократическата партия, която остава втора с 33% от гласовете, а партията получава 3 от 151 места в парламента. През 2016 година остава извън парламента.